# Nanohílo
Un nanohílo (nanowire en inglés) es un alambre con un diámetro del orden de un nanómetro (10-9 metros). También se puede definir como la relación entre longitud y el ancho superior a 1000. Alternativamente, los nanohílos pueden ser definidos como estructuras que tienen un tamaño lateral restringido a diez o menos nanómetros y de una longitud libre. A estas escalas, los efectos de la mecánica cuántica son importantes - por lo tanto estos alambres, también son conocidos como "hilos cuánticos" (quantum wires). En general, esto tiene como consecuencia dinámicas electrónicas o de espín complicadas, que aún son objeto de investigación teórica.
Existen muchos tipos diferentes de nanohílos, incluyendo hilos metálicos (ej., Ni, Ag, Au), semiconductores (ej., Si, InP, GaN, etc.), superconductores (ej., YBCO) y aisladores (ej., SiO2, TiO2). Los nanohílos moleculares están compuestos de unidades de moleculares repetitivas ya sean orgánicas (ej. ADN) o inorgánicas (ej. Mo6S9-xIx).
Se ha especulado con el uso de nanohílos para ligar minúsculos componentes en circuitos extremadamente pequeños. Usando la nanotecnología, tales componentes pueden ser creados a partir de compuestos químicos.

## Introducción

Resultado de una simulación atomística para una formación de un canal inverso (densidad del electrón) y alcance del voltaje entrante (threshold voltage)en un nanohílo de MOSFET. Véase que el voltaje entrante para este dispositivo es aproximadamente 0.45V.

Los típicos nanohílos exhiben una relación de aspecto (relación entre la longitud y el ancho) de 1000 o más. Por ello, a menudo se refieren como materiales unidimensionales (1-D). Los nanohílos tiene muchas propiedades interesantes que no se han visto en materiales tridimensionales, no afectados por efectos de borde. Esto es porque los electrones en los nanohílos tienen un confinamiento cuántico lateral y por ello ocupan niveles de energía que son diferentes de los niveles de energía continua tradicional o bandas encontradas en un sistema tridimensional.
Las características peculiares de este confinamiento cuántico exhibidas por ciertos nanohílos como los nanotubos de carbono se manifiestan a sí mismas en valores discretos de la conductancia eléctrica. Estos valores discretos surgen de una restricción de la mecánica cuántica en el número de electrones que pueden viajar a través del hilo en escala nanométrica. Estos valores discretos son referidos frecuentemente como el cuanto de la conductancia y son valores enteros de
{\displaystyle {\frac {2e^{2}}{h}}} ≈ 12.9 kΩ-1
Son el inverso de la bien conocida unidad de resistencia h/e², que es más o menos igual a 25812.8 ohmios, y designada como la constante de von Klitzing RK (después de Klaus von Klitzing, el descubridor de la cuantización exacta). Desde 1990, es aceptado un valor convencional fijo de RK-90.
Hay muchas aplicaciones donde los nanohílos pueden llegar a ser importantes: en electrónica, optoelectrónica y dispositivos nanoelectromecánicos, como aditivos en compuestos avanzados, para interconecciones metálicas en dispositivos de nanoescala cuántica, como emisores de campo y como contactos o terminales para los nanosensores biomoleculares.

## Síntesis
Hay dos enfoques básicos para sintetizar nanohílos: de arriba hacia abajo y de abajo hacia arriba. Un enfoque de arriba hacia abajo reduce una gran pieza de material a piezas pequeñas por diversos medios como la litografía o la electroforesis. Un enfoque de abajo hacia arriba sintetiza el nanohílo mediante la combinación de constituyentes adátomos. La mayoría de síntesis utilizan un enfoque ascendente. La síntesis inicial mediante cualquiera de los métodos a menudo puede ir seguida de un paso de tratamiento térmico con nanohílos, que a menudo implica una forma de oxidación autolimitada, para ajustar con precisión el tamaño y la relación de aspecto de las estructuras.
La producción de nanohílos usa varias técnicas de laboratorio comunes, que incluyen la suspensión, la deposición electroquímica, la deposición de vapor y el crecimiento de VLS. La tecnología de seguimiento de iones permite el crecimiento de nanohílos homogéneos y segmentados de hasta 8 nm de diámetro.

### Suspensión
Un nanohílo suspendido es cable producto producido en una cámara de alto vacío sostenida en las extremidades longitudinales. Los nanohílos suspendidos pueden ser producidos por:
- El grabado químico de un cable más grande
- El bombardeo de un cable más grande, típicamente con iones altamente energéticos
- Sangra la punta de un STM en la superficie de un metal cerca de su punto de fusión y luego lo retrae

### Crecimiento de VLS
Una técnica común para crear un nanohílo es el método vapor-líquido-sólido (VLS). Este proceso puede producir nanohílos cristalinos de alta calidad de muchos materiales semiconductores: por ejemplo, los nanohílos de silicio cristalino simple (SiNW) cultivados con VLS con superficies lisas podrían tener excelentes propiedades, como la eslasticidad ultragrande. Este método utiliza un material fuente de partículas eliminadas por láser o un gas de alimentación como el silano.
La síntesis VLS requiere un catalizador. Para los nanohílos, los mejores catalizadores son nanopartículas de metal líquido (como el oro), que pueden autoensamblarse a partir de una película delgada mediante deshumectación, o comprarse en forma coloidal y depositarse en un sustrato.
La fuente ingresa a estas nanoparticulas y comienza a saturarlos. Al alcanzar la sobresaturación, la fuente se solidifica y crece hacia fuera desde la nanopartícula. Simplemente apagando la fuente puede ajustar la longitud final del nanohílo. El cambio de fuentes mientras aún está en la fase de crecimiento puede crear nanoclables compuestos con superredes de materiales alternados. Una reacción en fase vapor de fase única a temperatura elevada sintetiza nanohílos inorgánicos tales como Mo6 S9-X IX. Desde otro punto de vista, tales nanohílos son polímeros de clúster.

### Síntesis de fase de solución
La síntesis en fase de solución se refiere a las técnicas que producen nanohílo en solución, Pueden producir nanohílos de muchos tipos de materiales. La síntesis en fase de solución tiene la ventaja de que puede producir cantidades muy grandes en comparación con otros métodos. En una técnica, la síntesis de poliol, etilenglicol es tanto disolvente como agente reductor. Esta técnica es particularmente versátil en la producción de nanhilos de oro, plomo, platino y plata.
El método de crecimiento fluido supercrítico líquido-sólido se puede utilizar para sintetizar nanohílos semiconductores, por ejemplo, Si y Ge. Mediante el uso de nanocristales metálicos como semillas, los precursores organometálicos Si y Ge se alimentan a un reactor lleno con un solvente orgánico supercrítico, tal como tolueno. La temólisis da como resultado la degradación del precursor, permitiendo la liberación de Si o Ge, y la disolución en los nanocristales metálicos. A medida que se agrega más soluto semiconductor de la fase supercrítica ( debido a un gradiente de concentración), precipita una semilla de nanocristal sólido y un nanohílo crece uniaxialmente a partir de la semilla de nanocristal.

### Crecimiento no catalítico
Los nanohílos también se pueden sintetizar sin la ayuda de catalizadores, lo que da una ventaja de los nanohílos puros y minimiza la cantidad de pasos tecnológicos. Los métodos más sencillos para obtener nanohílos de óxido de metal utilizan el calentamiento ordinario de los metales, por ejemplo, un cable de metal calentado con batería, mediante el calentamiento de Joule en e aire se puede realizar fácilmente.
La gran mayoría de los mecanismos de formación de nanohílos se explican mediante el uso de nanopartículas catalíticas, que impulsan el crecimiento de los nanocables y se agregan intencionalmente o se generan durante el crecimiento. Sin embargo, los mecanismos para el crecimientos libre de catalizadores de nanohílos ( o bigotes) eran conocidos desde la década de 1950. La formación espontánea de nanohílos por métodos no catalíticos se explican por dislocación presenten en direcciones específicas o a la anisotropía de crecimiento de varias caras de cristal. Más recientemente, después del avance de la microscopia se demostró el crecimiento de nanohílos impulsado por dislocaciones de tornillo o límites gemelos.

### Síntesis de nanohílos metálicos con plantilla de ADN
Un campo emergente es usar cadenas de ADN como andamios para la síntesis de nanohílos metálicos. Este métodos se investiga tanto para la síntesis de nanohílos metálicos en componentes electrónicos como para aplicaciones de biosensores, en los que permiten la transducción de una cadena de ADN en un nanohílo metálicos que puede detectarse eléctricamente. Típicamente, las cadenas de ADN de cadena corta se estiran, después de lo cual se decoran con nanopartículas metálicas que se han funcionalizado con hebras de ADN de cadena corta complementarias.

## Tipos
Ejemplos de nanohílos incluyen nanohílos moleculares inorgánicos (Mo6S9-xIx, Li2Mo6Se6), que tienen un diámetro de 0.9 nm, y pueden ser cientos de micrómetros de largo. Otros ejemplos importantes están basados en semiconductores como InP, Si, GaN, etc., dieléctricos (ej. SiO2, TiO2), o metales (ej. Ni, Ag, Au).

### nanohílos inorgánicos

#### nanohílos de silicio
nanohílos de Silicio (SiNWs) presentan propiedades ópticas, como baja reflexión y alta absorción, que pueden ser empleadas en el desarrollo de celdas solares con mejores rendimiento de conversión energética. Arreglos verticales de SiNWs pueden ser fabricados mediante crecimiento vapor-líquido-sólido, grabado de superficie con plata, litografía holográfica, y litografía de electrones. Diferentes arreglos pueden ser obtenidos dependiendo de los parámetros en el proceso de síntesis. nanohílos con diámetros de 15 nm hasta 43 nm pueden ser obtenidos, con longitudes hasta de 1200 nm.
En un arreglo de SiNWs el agrupamiento de los hilos se debe a fuerzas de Van deer Waals. Cosiderando estructuras perfectamente cilíndricas el valor de la interacción es obtenido por:
{\displaystyle W(P)={\frac {AL{\sqrt {2}}}{24{\sqrt {2}}(P-d)^{(3/2)}}}}
Dónde
{\displaystyle L} es el largo del nanohílo
{\displaystyle P} el grado de inclinación de los nanohílos en el arreglo
{\displaystyle A} la constante de Hamaker (19x10-20J para Silicio)
Y la fuerza de Van der Waals
{\displaystyle F=dW/dP}

#### nanohílos de óxido de cobalto Co3O4
Las nanoestructuras formadas por óxidos metálicos son una alternativa para la fabricación de dispositivos optoelectrónicos, como fotodetectores, sensores, almacenamiento de energía y láseres. La fotoconductividad de estos nanohílos depende en gran medida del contacto con el electrodo, diseño, y gap entre los electrodos. El valor del gap para los nanohílos de Co3O4 es de 1.5 eV a 2.2 eV. Estas nanoestructuras presentan un efecto no lineal en mediciones de corriente-voltaje entre barridos de voltaje de 6V a -6V. Bajo radiación localizada, los nanohílos presentan fotogeneración y transporte de carga; así como polaridad en la fotoconducción, lo que corrobora el comportamiento semiconductor tipo p de Co3O4.

### Alambres moleculares orgánicos
El término alambre molecular fue introducido en 1988 por el premio Nobel de Química, Jean-Marie Lehn, quien describió a un caroviologeno como un alambre molecular. El desarrollo de estos componentes requiere una serie de condiciones para su funcionamiento, como el tener una cadena conductiva de electrones, terminales electroactivas o grupos polares para el intercambio electrónico.

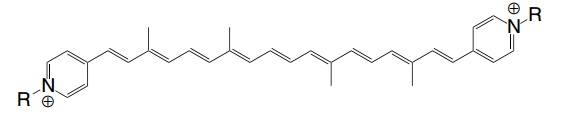
Estructura de la molécula de caroviologeno

La ventaja de emplear moléculas orgánicas como alambres moleculares se tiene en el control estructural y de las propiedades electrónicas.
Existen tres métodos de medir el transporte de carga en un alambre molecular, como la conexión de dos electrodos a través de una molécula, el estudio de monocapas autoensambladas, y mediante microscopia de efecto túnel. La corriente a través de una molécula es controlada mediante factores como la estructura electrónica molecular, el tipo de acoplamiento entre la molécula y el electrodo, y la posición de los orbitales HOMO y LUMO con respecto a los niveles de Fermi de cada electrodo.
Moléculas orgánicas como los oligotiofenos son usadas como alambres moleculares debido a la larga y efectiva conjugación electrónica que presentan. Los oligotiofenos tienen “energías de banda” cortas entre HOMO y LUMO, lo cual es favorable para el traslado de cargas desde los electrodos de metal; y una alta polarización debido al átomo de azufre en el tiofeno que estabiliza las especies catiónicas de los estados de oxidación. Longitudes de cadena de oligotiofenos hasta 10 nm son posibles de sintetizar.

## Propiedades

### Estructurales
Al igual que cualquier nanoestructura, los nanohílos presentan una gran relación entre sus propiedades y la relación de las dimensiones de la estructura. Al igual que los nanotubos pueden ser considerados como estructuras unidimensionales debido a que poseen dos de sus dimensiones dentro de la escala nanómétrica, es decir menor a 100 nm. Estas características le proporciona a los nanohílos una gran área superficial.
A diferencia de otras estructuras de dimensiones reducidas, poseen dos direcciones cuánticamente delimitadas y una no delimitada disponible para la conducción de electrones.

### Ópticas
Al ser irradiados con un haz de luz que se propaga de forma paralela al eje más largo del nanohílo se muestra una extinción del haz a una longitud de onda dependiente del material y del diámetro de la estructura
Esta absorbancia se puede relacionar con la Resonancia de plasmones superficiales. Este efecto es altamente dependiente de la estructura en la que se presenta, tanto de su forma, tamaño, tipo, estructura cristalina, constante dieléctrica del material y del medio que lo rodea. En este caso la orientación de la luz incidente con respecto los ejes de la estructura altera el comportamiento de este plasmon, es decir la posición de su pico de absorbancia. Al rotar la estructura a la luz incidente esta se comporta tanto como un alambre o una placa para la luz incidiendo paralelamente al eje de mayor longitud, o como estructuras esféricas incidiendo de manera perpendicular al mismo.

### Eléctricas

Conducción electrónica cuánticamente delimitada a través de un nanohílo unido a dos electrodos

Para medir las propiedades eléctricas de un nanohílo se conecta este a dos terminales metálicas como electrodos y se le hace circular energía hasta la ruptura del mismo. En el caso de nanohílos metálicos como es el oro se ha presentado una linealidad en el aumento de corriente con el aumento de voltaje, hasta que se llega al voltaje de polarización en el cual se vuelve no lineal. Esto se debe a que al aumentar su voltaje aumenta su temperatura debido al coeficiente de temperatura positivo del oro. De esta manera al aumentar la temperatura con corrientes altas nos muestra un aumento en la resistencia. Al continuar aumentando se muestra un punto de ruptura física del material que se puede deber a que ciertos puntos en la estructura lleguen a su punto de fusión o a que el calor genere una reestructuración en las fronteras de grano.
En relación con esto los nanohílos presentan en general una corriente de falla mayor a medida que se reduce su diámetro mostrando mejores propiedades que los mismos materiales en bulto debido a la eficiencia de transferencia de calor debido a una mejor proporción entre área superficial y volumen.

### Mecánicas
Por medio de la realización de pruebas de tensión por medio de sistemas microelectromecánicos se pueden conocer propiedades mecánicas de distintos tipos de nanohílos como es el caso de los nanohílos de Níquel
Dependiendo de sus diámetros y orientaciones cristalinas pueden determinarse sus capacidades mecánicas.
En este caso se encontraron experimentalmente se determinó la fuerza necesaria para generar la ruptura de la estructura y ha llegado a ser de entre 1 y 3 GPa que es 5 veces mayor a la resistencia máxima del Níquel en su estado común por ende es posible decir que es factible la mejora de las propiedades mecánicas de un material en bulk al transformarlo a nanohílos.